# Campeonato Mundial de Balonmano Playa
El Campeonato Mundial de Balonmano Playa es el mayor campeonato a nivel mundial de Balonmano playa. La primera edición fue en 2004 y se organiza cada 2 años por la Federación Internacional de Balonmano.

## Palmarés

### Competición masculina
| Año  | Sede                   |         | Final      | Final     | Final     |           | Final de consolación | Final de consolación | Final de consolación |
| Año  | Sede                   | Oro     | Resultado  | Plata     | Bronce    | Resultado | Cuarta plaza         |                      |                      |
| ---- | ---------------------- | ------- | ---------- | --------- | --------- | --------- | -------------------- | -------------------- | -------------------- |
| 2004 | El Gouna, Egipto       | Egipto  | 2–1        | Turquía   | Rusia     | 2–1       | Croacia              |                      |                      |
| 2006 | Río de Janeiro, Brasil | Brasil  | 2–0        | Turquía   | España    | 2–1       | Egipto               |                      |                      |
| 2008 | Cádiz, España          | Croacia | 2–1 (p.s.) | Brasil    | Serbia    | 2–0       | Egipto               |                      |                      |
| 2010 | Antalya, Turquía       | Brasil  | 2–0        | Hungría   | Turquía   | 2–1       | Egipto               |                      |                      |
| 2012 | Mascate, Omán          | Brasil  | 2–1        | Ucrania   | Croacia   | 2–0       | Rusia                |                      |                      |
| 2014 | Recife, Brasil         | Brasil  | 2–1        | Croacia   | Qatar     | 2–1       | Dinamarca            |                      |                      |
| 2016 | Budapest, Hungría      | Croacia | 2–0        | Brasil    | Catar     | 2–1       | Hungría              |                      |                      |
| 2018 | Sochi, Rusia           | Brasil  | 2-0        | Croacia   | Hungría   | 2-0       | Suecia               |                      |                      |
| 2022 | Creta, Grecia          | Croacia | 2-0        | Dinamarca | Brasil    | 2-0       | Grecia               |                      |                      |
| 2024 | Pingtan, China         |         | Croacia    | 2-0       | Dinamarca |           | Portugal             | 2-0                  | Alemania             |
| 2026 | Croacia                |         |            |           |           |           |                      |                      |                      |

### Competición femenina
| Año  | Sede                   |          | Final     | Final     | Final        |           | Final de consolación | Final de consolación | Final de consolación |
| Año  | Sede                   | Oro      | Resultado | Plata     | Bronce       | Resultado | Cuarto puesto        |                      |                      |
| ---- | ---------------------- | -------- | --------- | --------- | ------------ | --------- | -------------------- | -------------------- | -------------------- |
| 2004 | El Gouna, Egipto       | Rusia    | 2–1       | Turquía   | Italia       | n.a       | Croacia              |                      |                      |
| 2006 | Río de Janeiro, Brasil | Brasil   | 2–0       | Alemania  | Rusia        | 2–0       | Bulgaria             |                      |                      |
| 2008 | Cádiz, España          | Croacia  | 2–0       | España    | Brasil       | 2–1       | Italia               |                      |                      |
| 2010 | Antalya, Turquía       | Noruega  | 2–0       | Dinamarca | Brasil       | 2–0       | Ucrania              |                      |                      |
| 2012 | Mascate, Omán          | Brasil   | 2–0       | Dinamarca | Noruega      | 2–0       | Hungría              |                      |                      |
| 2014 | Recife, Brasil         | Brasil   | 2–0       | Hungría   | Noruega      | 2–1       | Ucrania              |                      |                      |
| 2016 | Budapest, Hungría      | España   | 2–1       | Brasil    | Noruega      | 2–1       | Hungría              |                      |                      |
| 2018 | Sochi, Rusia           | Grecia   | 2-1       | Noruega   | Brasil       | 2-0       | España               |                      |                      |
| 2022 | Creta, Grecia          | Alemania | 2-0       | España    | Países Bajos | 2-1       | Grecia               |                      |                      |
| 2025 | Pingtan, China         |          | Argentina | 2-1       | Alemania     |           | Países Bajos         | 2-0                  | Dinamarca            |
| 2026 | Croacia                |          |           |           |              |           |                      |                      |                      |